# Circuit d'Interlagos
L'Autódromo José Carlos Pace est un circuit automobile sur lequel se tient le Grand Prix automobile du Brésil en Formule 1 à partir de 1972, et sans interruption depuis 1990. Il est situé dans le quartier d'Interlagos, dans la zone sud de la ville de São Paulo. Il tient son nom de l'ancien pilote de F1 José Carlos Pace, mort en 1977 dans un accident d'avion. Néanmoins, il est encore largement connu sous son ancien nom de « circuit d'Interlagos ».

## Histoire

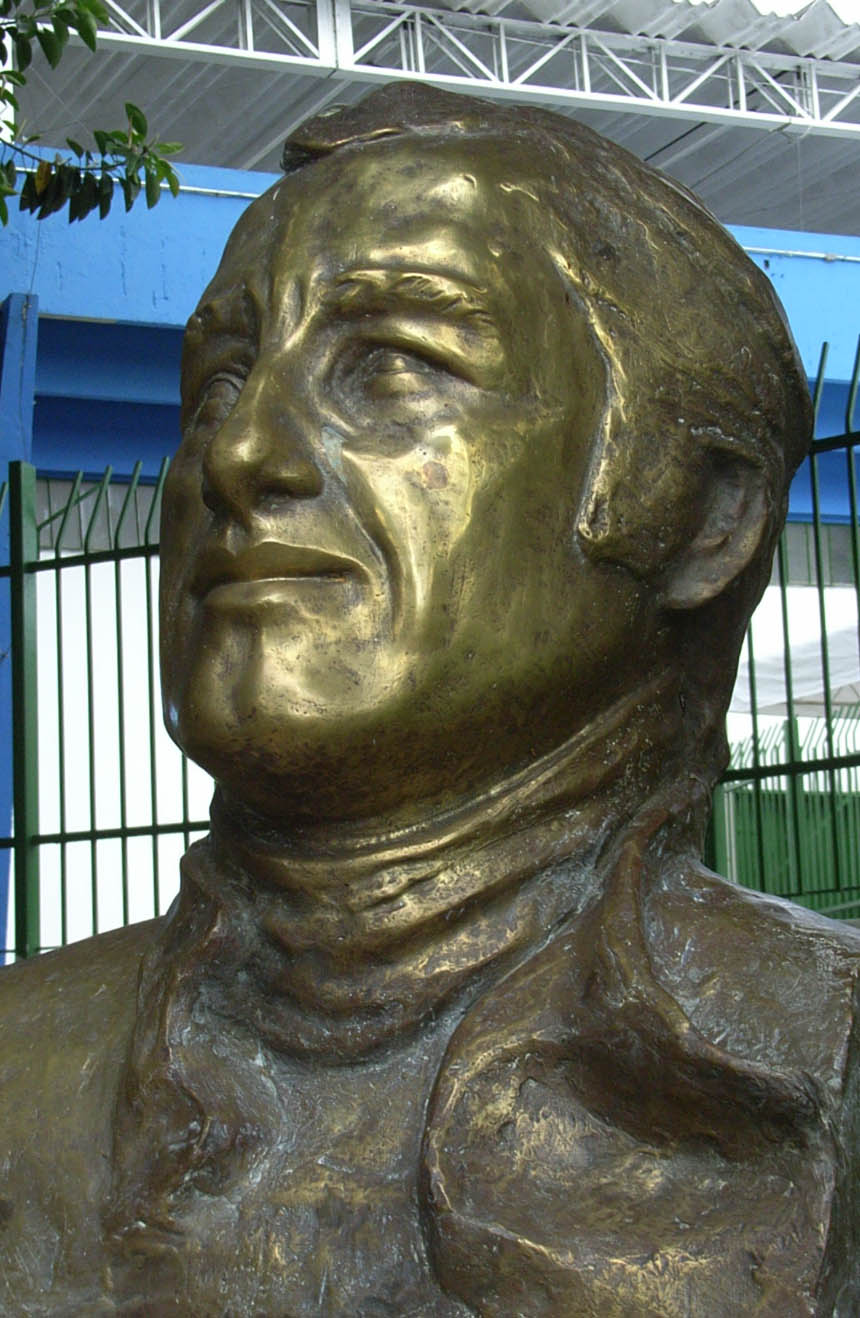
Le buste de José Carlos Pace, à l'entrée d'Interlagos.

Le terrain sur lequel est situé le circuit est acheté, en 1926, par la société du promoteur immobilier britannique Louis Romero Sanson afin d'y construire des habitations et un complexe sportif. La crise de 1929, entre autres, met fin au projet et il est décidé, dès 1936, de construire sur le site un circuit automobile destiné au sport mécanique. La construction du premier circuit brésilien débute en 1938 et la piste, d'une longueur de 7 960 mètres, est pavée l'année suivante. Le circuit d'Interlagos est inauguré le 12 mai 1940 à l'occasion du troisième Grand Prix de la ville de São Paulo, attirant environ 15 000 spectateurs. Le nom original du circuit, Interlagos (littéralement « entre les lacs »), vient du fait qu'il est construit entre les deux grands lacs artificiels de Guarapiranga et Billings, creusés pour subvenir aux besoins en eau et en électricité de la métropole.
Le circuit organise sa première compétition internationale en 1947, pour une course de voitures de Grand Prix (ancêtres de la Formule 1). Il est géré par la société de Sanson jusqu'en 1954 puis est cédé à la ville de São Paulo pour un montant symbolique. En 1957, la piste est divisée en un anneau extérieur de 3 205 mètres pour les courses de haute vitesse, et une piste intérieure sinueuse. À la fin de 1967, le circuit est fermé pour rénovations et rouvre en mars 1970. En 1971, des rénovations supplémentaires sont nécessaires pour le mettre aux normes de la Formule 1.
La première course de Formule 1, gagnée par le pilote argentin Carlos Reutemann, se tient en 1972. La première épreuve du Grand Prix automobile du Brésil incluse dans le championnat de monde de Formule 1 de la Fédération internationale de l'automobile se tient en 1973 ; elle est gagnée par le pilote brésilien Emerson Fittipaldi. En 1975, José Carlos Pace y remporte sa seule victoire en Formule 1.
Dans les années 1980, le circuit perd le Grand Prix du Brésil désormais organisé sur l'Autódromo Internacional Nelson Piquet, à Jacarepaguá à Rio de Janeiro, de 1981 à 1989. En 1985, le circuit prend le nom du pilote brésilien José Carlos Pace, mort dans un accident d'avion en 1977. En 1989, d'importants travaux sont effectués : on construit de nouveaux stands, une tour de contrôle, et la longueur de la piste est réduite à 4 325 mètres. La course de Formule 1 revient en 1990 et s'y déroule depuis sans interruption.
L'enceinte du circuit comprend un circuit de karting baptisé Ayrton Senna en l'honneur du triple champion du monde décédé lors du Grand Prix automobile de Saint-Marin 1994.
Le 11 avril 2011, Charlie Whiting et la FIA valident la modification des dégagements de la Curva do Cafe après les accidents mortels de Gustavo Sondermann et de Rafael Sperafico. Le virage n'est pas modifié mais les tribunes ôtées pour créer une zone de dégagement en lieu et place d'un simple mur bordé de pneus très proche de la piste. De nouvelles modifications sont à l'étude depuis 2012 : le départ de la course serait déplacé et de nouveaux stands, d'une longueur plus importante que ceux existant actuellement, construits. En août 2014, en échange du nouveau contrat signé jusqu'en 2020 avec Bernie Ecclestone, le circuit entame sa rénovation, estimée à 50 millions d'euros sur deux ans. Ainsi, pour le Grand Prix du Brésil 2014, l'entrée aux stands, jugée dangereuse depuis des années, est refaite en y incorporant une chicane, diminuant ainsi la vitesse d'entrée des pilotes. Dans le même temps, la piste est totalement resurfacée avec un bitume améliorant l'adhérence sans augmenter l'usure des pneus. Les travaux ne débuteront toutefois réellement qu'en novembre. De nouveaux stands, aux standards actuels, seront prêts pour l'édition 2015 du Grand Prix et les stands actuels totalement détruits. La ligne droite de départ/arrivée, qui devait être déplacée après le S de Senna sur la ligne droite de Reta oposta, restera à son emplacement actuel.

Les circuits de la Formule 1
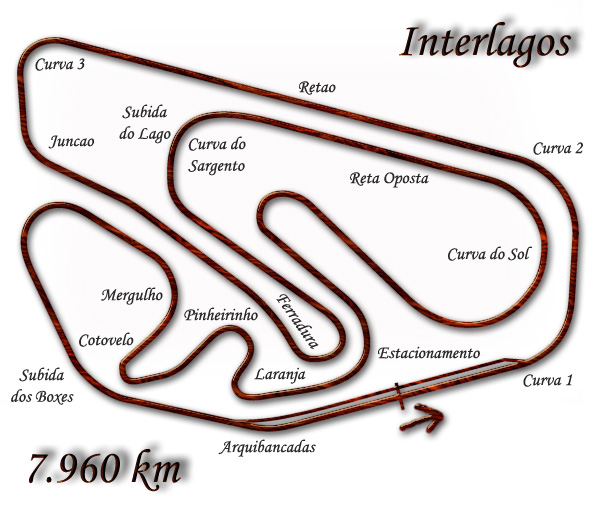
Tracé d'Interlagos en 1973, 7 960 mètres.
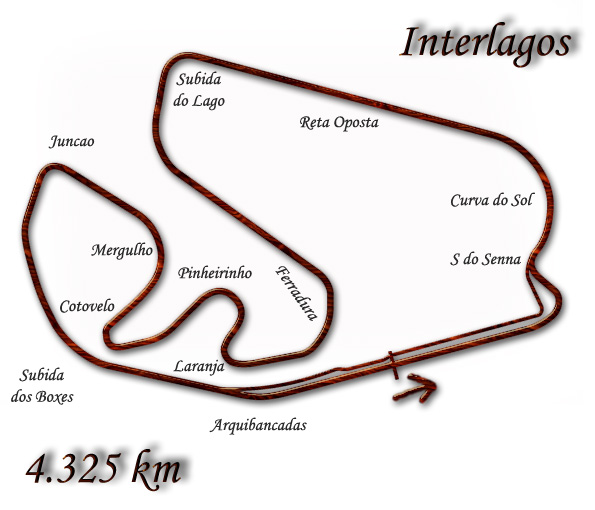
Le tracé, tel que revu en 1990, 4 325 mètres.
La version actuelle du circuit, 4 309 mètres.
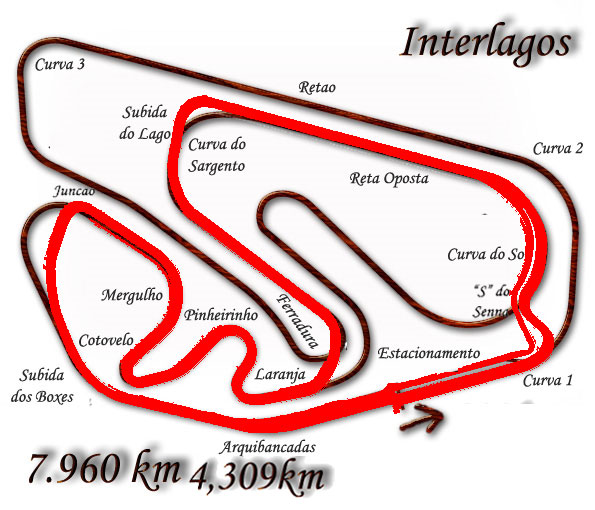
Le circuit actuel (en rouge), comparé au tracé de 1973.

## Caractéristiques
Ce circuit est l'un des rares, avec l'Autodromo Enzo e Dino Ferrari (Imola), le circuit international de Corée, le circuit Yas Marina, le circuit des Amériques, l'Otodrom Istanbul Park et le circuit urbain de Singapour (circuits ayant également accueilli la Formule 1), à tourner dans le sens anti-horaire. Le tracé actuel date des années 1990 quand le circuit original a été raccourci pour mieux correspondre aux nouvelles normes de la FIA. La conséquence de cette réduction fut notamment la perte de trois longues lignes droites et de trois virages rapides tandis qu'un virage fut renversé et un autre créé. Le tracé original, qui permettait aux voitures de rester à pleine charge pendant plus de vingt secondes, était considéré comme très dangereux (bien qu'aucun accident grave ne se soit produit). La piste actuelle possède une très longue section rapide, des virages rapides ainsi que des zones plutôt lentes. Interlagos est un circuit jugé intéressant car il suit la topographie vallonnée du terrain ce qui rend le pilotage plus difficile et demande plus de puissance au niveau du moteur, à l'instar du Red Bull Ring ou du circuit de Spa-Francorchamps.

## Installations

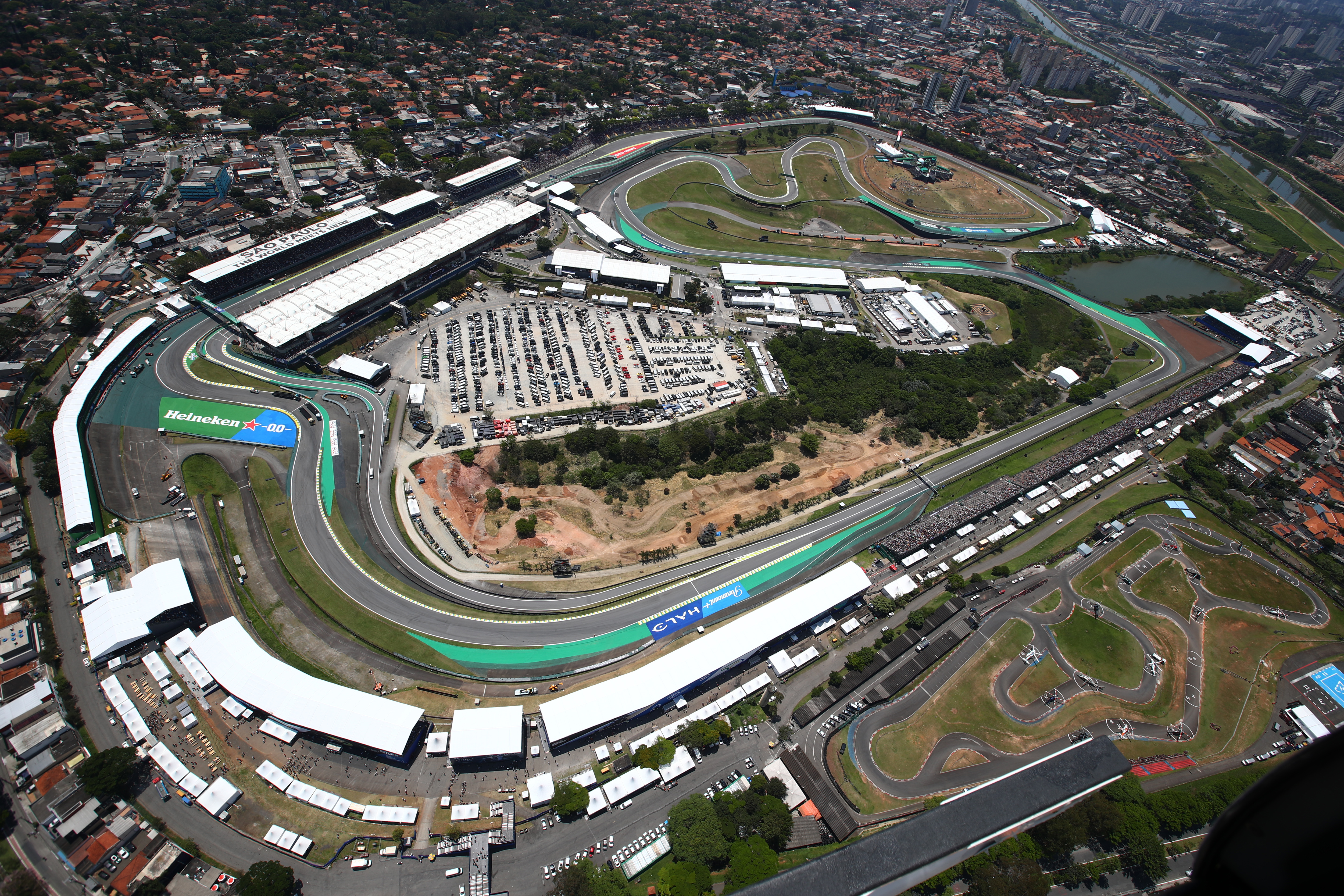
Vue aérienne du circuit d'Interlagos, entouré de quartiers résidentiels.

Les installations, ainsi que l'organisation et les conditions de sécurité à Interlagos, sont régulièrement critiquées. Ce fut le cas lors de la séance des qualifications du Grand Prix automobile du Brésil 2000 lorsqu'il y eut trois neutralisations causées par l'envol de panneaux publicitaires. En 2004, la session de qualifications fut quant à elle stoppée par l'irruption d'un chien errant sur la piste. En 2009, la session de qualifications fut de nouveau fortement perturbée en raison de fortes intempéries (celle-ci durera 2 heures et 41 minutes au lieu de l'heure réglementaire), mettant en évidence les carences du circuit en matière d'évacuation de l'eau de pluie.
La zone urbaine entourant le circuit a une mauvaise réputation et de nombreux pilotes, dirigeants des équipes ou journalistes préfèrent se déplacer entre le circuit et le centre de São Paulo en hélicoptère. En marge du Grand Prix automobile du Brésil 2006, des membres de l'encadrement de l'écurie Toyota furent attaqués par des hommes armés. Les embouteillages lors des grands événements sont aussi une source de problèmes pour les autorités de la ville de São Paulo.

## La piste

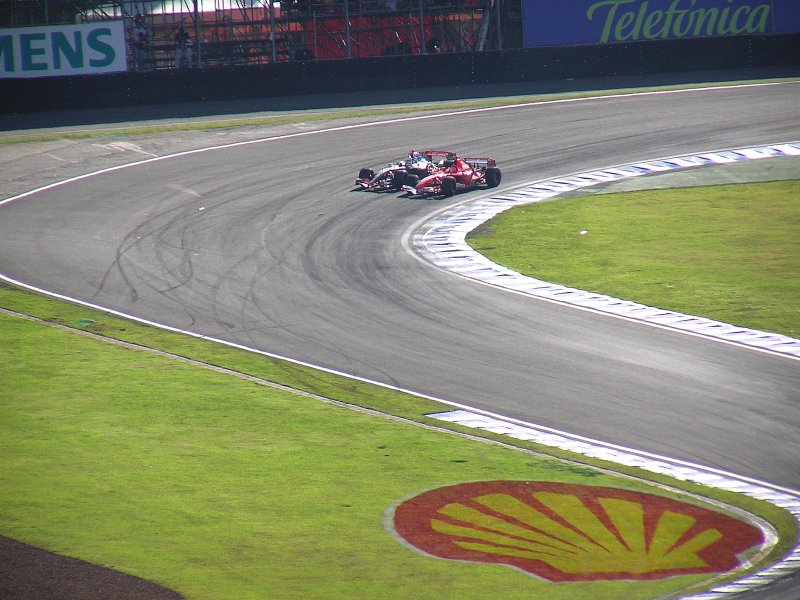
La première succession de virages après la ligne droite du départ.

La course commence devant la section Tribunas (les « Tribunes ») et continue sur une portion droite assez longue avant d'arriver dans les « S do Senna » (les « S de Senna »), un gauche/droite en dévers suivi de la « Curva do Sol » (la « Courbe du Soleil »), un grand virage à gauche. Cette première succession de virages est considérée comme extrêmement difficile puisque chacun à un angle, un rayon, une longueur, une inclinaison (vers l'intérieur ou vers l'extérieur) différents.
Arrive ensuite la « Reta Oposta » (« Ligne droite opposée »), la plus longue ligne droite du circuit (mais pas la plus rapide), suivie d'un double gauche en descente appelé « Descida do Lago » (« Descente vers le lac ») puis une courte section droite de nouveau en descente.

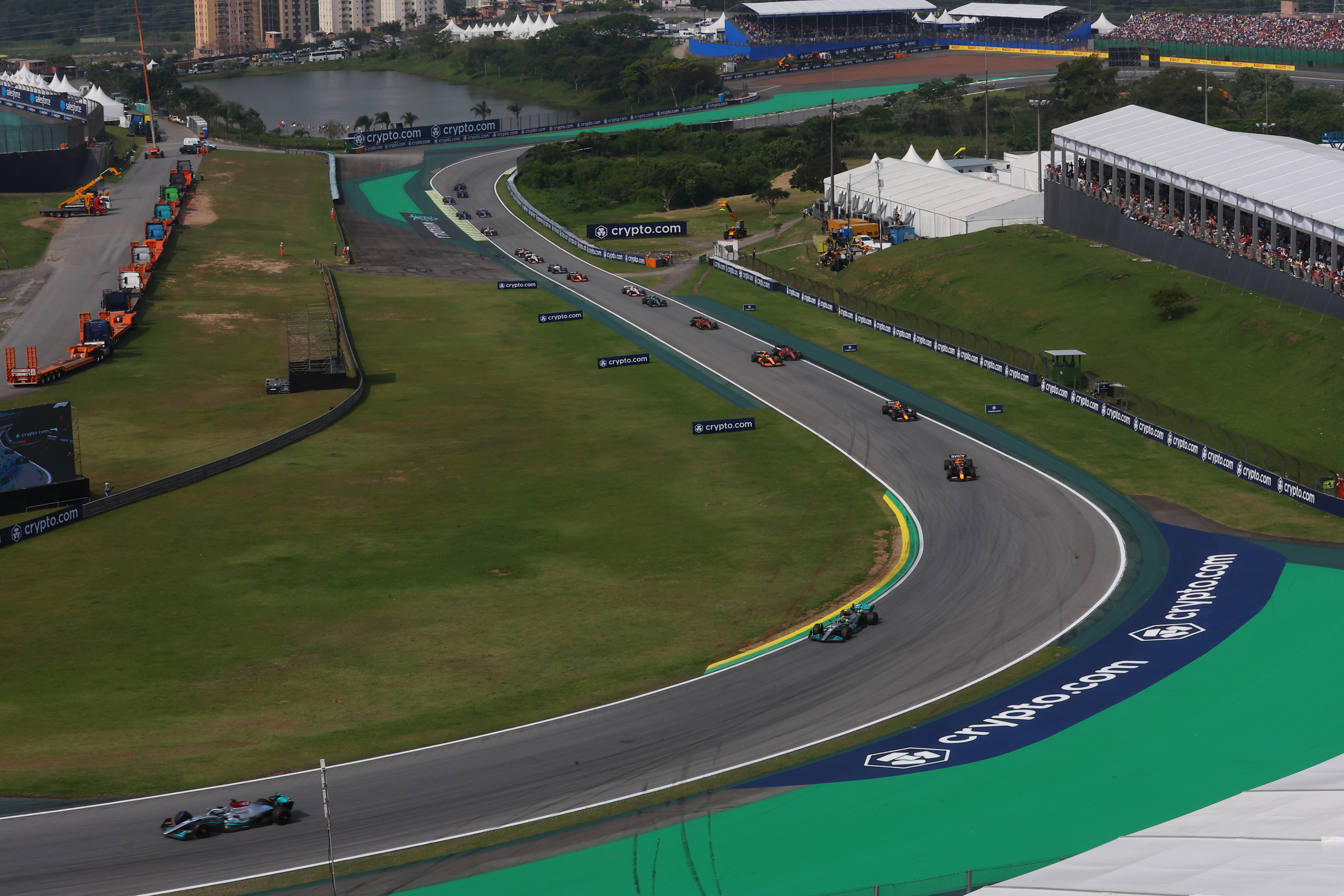
Vue sur le virage Ferradura.

Vient une section lente et difficile, avec de petits virages (sur le modèle de ce que l'on trouve en kart) et d'imprévisibles hauts-bas. On trouve d'abord le Ferradura (le « fer à cheval », nom datant de l'épingle très serrée du circuit de 1973, maintenant disparue) tournant à droite et descendant sur la « Curva do Laranja » (la « Courbe de l'orange »). Puis Pinheirinho (le « Petit sapin »), une section en S (droite puis gauche) sur terrain plat, « Bico de Pato » (le « Bec de canard »), deux virages à droite (un facile suivi d'un autre difficile et très lent), la Mergulho (la « Plongée ») un gauche en descente et enfin un virage à gauche formant la section s'appelant Junção (la « Jonction »).
Après cette section lente commence une longue section très rapide avec la « Subida dos Boxes » (la « Montée des stands »), un long virage à gauche. « Subida dos Boxes » remonte très vite et demande beaucoup de puissance à la voiture, puis vient Cotovelo (le « Coude »). À ce point la piste semble s'incliner vers l'intérieur, avant d'attaquer la ligne droite des stands, portion la plus rapide du circuit.
Interlagos a une des plus longues lignes des stands utilisées en F1. Son entrée est située dans Cotovelo et sa sortie après la « Curva do Sol ».